# Antoon Hoste
Dom Anselm Hoste, geboren Antoon Hoste (Beernem, 30 december 1930 - Brugge, 12 juni 2017) was een Belgische rooms-katholiek priester en van 1981 tot 1994 abt van de Sint-Pietersabdij van Steenbrugge.

## Levensloop
Anselm Hoste groeide op in het West-Vlaamse Beernem. Zijn vader was er gemeentelijke bediende. Na zijn middelbare studies aan het Sint-Lodewijkscollege (Brugge), trad hij in 1950 in bij de benedictijnse Sint-Pietersabdij van Steenbrugge. In 1955 legde hij zijn plechtige kloostergeloften af en in juli 1956 werd hij tot priester gewijd. Hij vervulde verschillende opdrachten in de abdij, onder meer als subprior (1967) en prior (1973), alsook diverse pedagogische opdrachten. Zijn medewerking aan het Corpus Christianorum begon in 1954, met het opstellen en publiceren van de Indices op de Continuatio Mediaevalis, de afdeling van het Corpus met uitgaven van middeleeuwse auteurs.
In 1981 volgde hij dom Eligius Dekkers op als abt en bleef dit tot in 1994. Hij was (historisch) de 58ste abt van de oorspronkelijke abdij van Oudenburg en de zesde abt van Steenbrugge. Hij was ook de laatste abt, omdat zijn opvolger door het te kleine geworden aantal monniken die titel niet meer kon dragen. In 2008 verlieten de laatste monniken de abdij om hun intrek te nemen in het nieuwgebouwde Huize Pax, opgetrokken in de vroegere moestuin van de abdij. Ook dom Hoste kwam er wonen. In de gerestaureerde abdijgebouwen zelf vestigde zich het vicariaat voor het katholiek onderwijs van het bisdom Brugge.
Dom Anselm Hoste heeft bijgedragen tot de liturgisch-wetenschappelijke reputatie van de abdij, ook bekend om haar Vlaamsvoelend karakter. Hij publiceerde vele tijdschriftartikels en een twintigtal boeken, vooral over monastieke geschiedenis en spiritualiteit. Hij was voorzitter van de Encyclopédie Bénédictine. In 1989 was hij medeauteur van het boek Abdijen in de Lage Landen en schreef in 1998 mee aan De Glans van Cîteaux in de Nederlanden, over 900 jaar cisterciënzerabdijen. In 1984 stelde hij de geschiedenis te boek van de Sint-Pietersabdij van Oudenburg, waarvan Steenbrugge de historische opvolger was.
Hij was bestuurslid van het West-Vlaamse geschiedkundig tijdschrift Biekorf (1980-2017). In 1989 werd hij tot ridder geslagen in de ludieke Orde van 't Manneke uit de Mane.
Hij was de schoonbroer van Bernard Lambert, abt van de abdij van Scheyern in Beieren.

## Publicaties
- Bibliotheca Aelrediana : a survey of the manuscripts, old catalogues, editions and studies concerning St. Aelred of Rievaulx, Brugge, Sint-Pietersabdij, 1962.
- Het levensboek van Beatrijs van Nazareth: Marginalia bij de kritische uitgave der Vita Beatricis, Brugge, Sint-Pietersabdij, 1966.
- Een onuitgegeven 17e-eeuwse vertaling van Aelredus De Iesu puero Duodenni in een autograaf van Franciscus Cauwe, Antwerpen, Ruusbroec Genootschap, 1967.
- Kritische bemerkingen bij de Latijnse legende van Sint-Godelieve door de Anonymus Gistellensis, in: Sacris Erudiri, 1971.
- Thomas Becket te Male, in: Haec Olim, 1971.
- De priorij Hunnengem te Geraardsbergen, Geraardsbergen, 1974.
- Dom Paulus Luyckx, eerste overste van Steenbrugge, 1879-1883, Brugge, Sint-Pietersabdij, 1979.
- De geschiedenis van de Sint-Pietersabdij te Oudenburg : 1084-1984, Oudenburg, 1984.
- De Sint-Godelieveabdij te Brugge (samen met Sabien Bousson, Johan Bonny, Jean Luc Meulemeester), Brugge, Jong Kristen Onthaal voor toerisme, 1984.
- De handschriften van Ter Doest, Brugge, Sint-Pietersabdij, 1993.
- De glans van Cîteaux in de Nederlanden : 900 jaar cisterciënzerabdijen 1098-1998 (samen met Michel Nuyttens en Geert Van Bockstael), Brugge, Sint-Pietersabdij, 1997.

Hoste publiceerde ook in het lichtere genre.
- Vrienden zijn als volle bloesems, 1989.
- Gastvrijheid is een rijk geschenk, 1990.
- Humor, een vorm van overleven, 1992.

Hij was medeorganisator van tentoonstellingen en medeauteur van de er aan gewijde catalogi:
- Benedictus en zijn monniken in de Nederlanden, Gent, 1980.
- Vlaamse kunst op perkament, Brugge, 1981.
- De Sint-Pietersabdij van Oudenburg, Oudenburg, 1984.
- Bernardus en de cisterciënzerfamilie in de Nederlanden, Leuven, 1990.